# 參宿增一
参宿增一 (Sigma Orionis)或Sigma Ori (σ Orionis, σ Ori)是在獵戶座內距離地球大約1150光年的一個五合星系統。
主要的成員是聯星的参宿增一A和参宿增一B，這兩顆星相距0.25弧秒。兩這都是年齡只有數百萬年，仍在進行氫融合的矮星。較亮的一顆，参宿增一A，是藍色的O型恆星，視星等+4.2等。参宿增一B是B型恆星，視星等+5.1等。這一對戶轉的軌道週期是170年，距離大約90天文單位。A和B的表面都很熱，大約分別是32,000K和29,600K，輻射的光度是太陽的 35,000和30,000倍。由溫度和亮度推算的質量是18和13.5太陽質量，使非常靠近的A與B成為質量最大的目視聯星。
接下來最亮的是系統內的参宿增一D和参宿增一E，和AB對的距離分別是4,600天文單位和15,000天文單位。兩者的質量都是7太陽質量的B型矮星，視星等分別是6.62等和6.66等。参宿增一E是奇特的氦富星，是顯著有著大量氦的原型星。
這個系統內最後一顆恆星是参宿增一C，光譜是A型矮星。参宿增一C與AB對的距離大約是3,900天文單位。AB對的軌道是穩定的，但其餘三顆則不是，在它們漫長的生命結束之前，引力作用可能就會加速它們和強迫它們離開這個系統。